# Gisekia haudica
Gisekia haudica är en tvåhjärtbladig växtart som beskrevs av Michael George Gilbert. Gisekia haudica ingår i släktet Gisekia och familjen Gisekiaceae. Inga underarter finns listade i Catalogue of Life.